# Lionheart
Lionheart je americká hardcore punková hudební skupina z Kalifornie. Členy v té době jsou Rob Watson (hlavní vokály), Richard Mathews (basová kytara), Walle Etzel (kytara), Nick Warner (kytara) a  Jay Scott (bicí).

## Historie

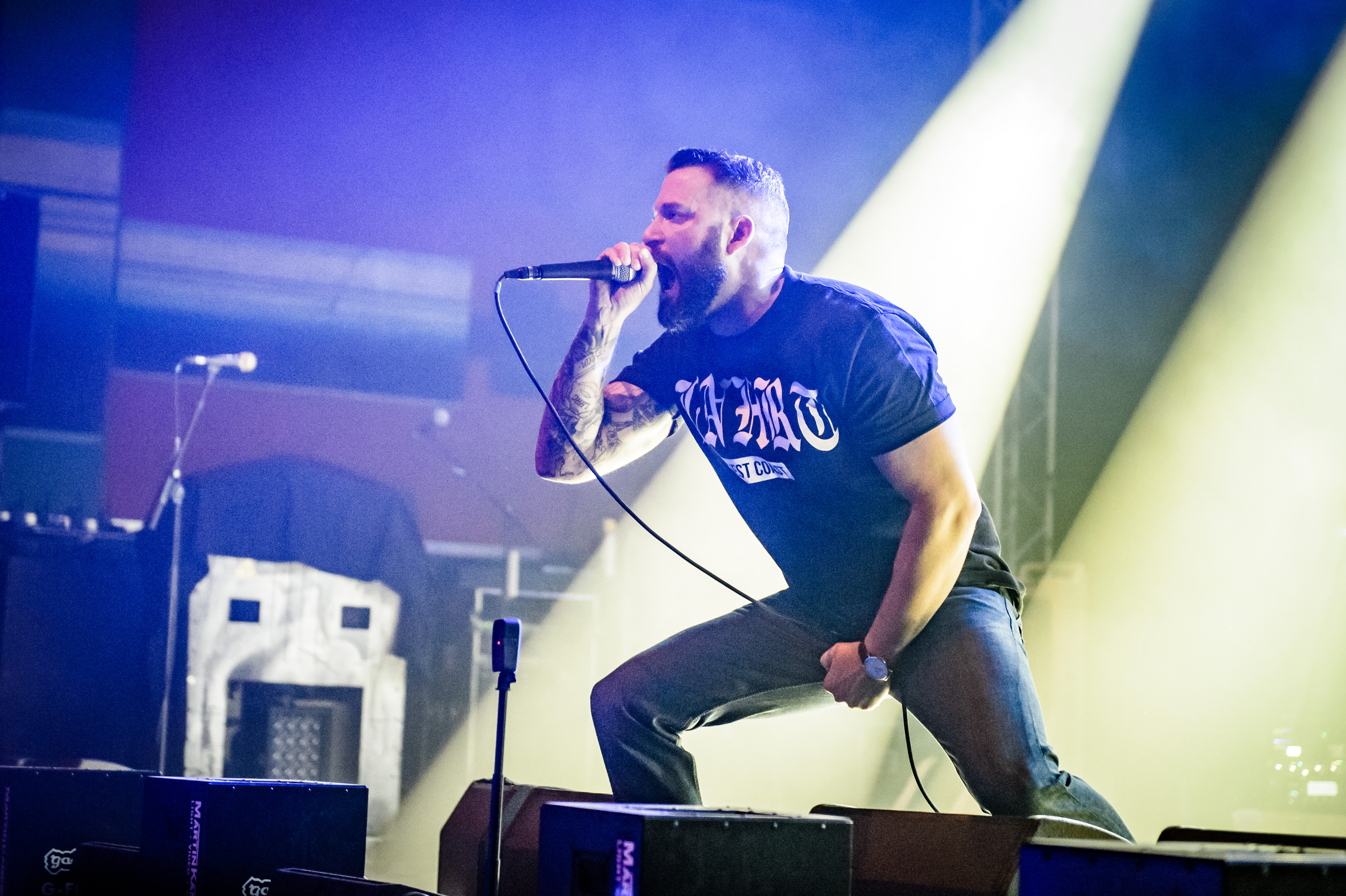
Zpěvák Rob Watson na Impericon Festivalu (2018)

Skupina byla založena v roce 2004 v Kalifornském Oaklandu. 
Kapela vydala svou debutovou desku The Will to Survive 2. září 2007 prostřednictvím Stillborn Records a I Scream Records, která byla o dva roky později znovu vydána s bonusovými materiály. Po podepsání nahrávací smlouvy se společností Mediaskare Records skupina vydala své druhé studiové album Built on Struggle 8. ledna 2011. O rok a půl později, tedy 8. května 2012, vyšlo album Undisputed opětovně na Mediaskare. EP Welcome to the West Coast bylo publikováno 14. ledna 2014 prostřednictvím Fast Break Entertainment.
Od července do září 2011 skupina Lionheart absolvovala turné společně s I Declare War. Ve dnech 20. až 31. ledna 2012 absolvovala kapela turné po Evropě v rámci projektu Persistence Tour společně se skupinami Biohazard a Suicidal Tendencies. V červenci téhož roku následovalo severoamerické turné s kapelou Thick as Blood; kapela měla v té době hrát v Evropě, ale koncertní turné bylo zrušeno. Kapela sklidila kritiku některých fanoušků poté, co potvrdila vystoupení s Motionless in White na Havaji. Kapela následně uvedla, že se jednalo pouze o jeden koncert. Na začátku roku 2015 se kapela zúčastnila evropského turné Taste of Anarchy Tour společně s Nasty a německou beatdown kapelou Coldburn. V létě 2005 kapela hrála na několika středně velkých festivalech, např. Ieperfest v Belgii, Traffic Jam Open Air a Summerblast Festivalu v Německu. Během evropského turné v roce 2015 kapela vystupovala spolu s kapelami Death by Stereo, H2O, Born from Pain, 7 Seconds a First Blood.
Na začátku roku 2016 kapela vydala své čtvrté studiové album s názvem Love Don't Live Here prostřednictvím německého vydavatelství Beatdown Hardwear Records. 26. května 2016 kapela oznámila svůj rozpad. Pět dní po tomto oznámení skupina oznámila termíny svého Farewell Tour v Evropě, které zahrnovalo vystoupení na festivalech jako With Full Force, Vainstream Rockfest a Free & Easy Festival, které se konaly v Německu. Lionheart poprvé odehráli koncerty v Srbsku a Řecku. 12. srpna 2016 bylo oznámeno, že turné Farewell Tour bude rozšířeno a kapela odehraje svůj poslední koncert v Německu 5. listopadu 2016 v Saské Kamenici.
Zhruba po roce od rozpadu kapela na Facebooku oznámila své sjednocení.

## Hudební žánr
Hudba prvního alba Lionheart byla popisována jako hardcore punk s kořeny v metalcore a stylově byla přirovnávána ke skupině Hatebreed. Hudební styl je srovnatelný se skupinami Terror a Settle the Score. V hudbě se vyskytují prvky beatdown hardcoru a 2-stepu. Styl a žánr razantně ovlivnila kapela Cro-Mags. Celkově se Lionheart řadí do směsi hardcore punku a heavy metalu.
Kapela je známá svým agresivním stylem, který lze přirovnat k hudebním skupinám First Blood a Blood Stands Still..

## Členové kapely

Lionheart živě na With Full Force (2018)
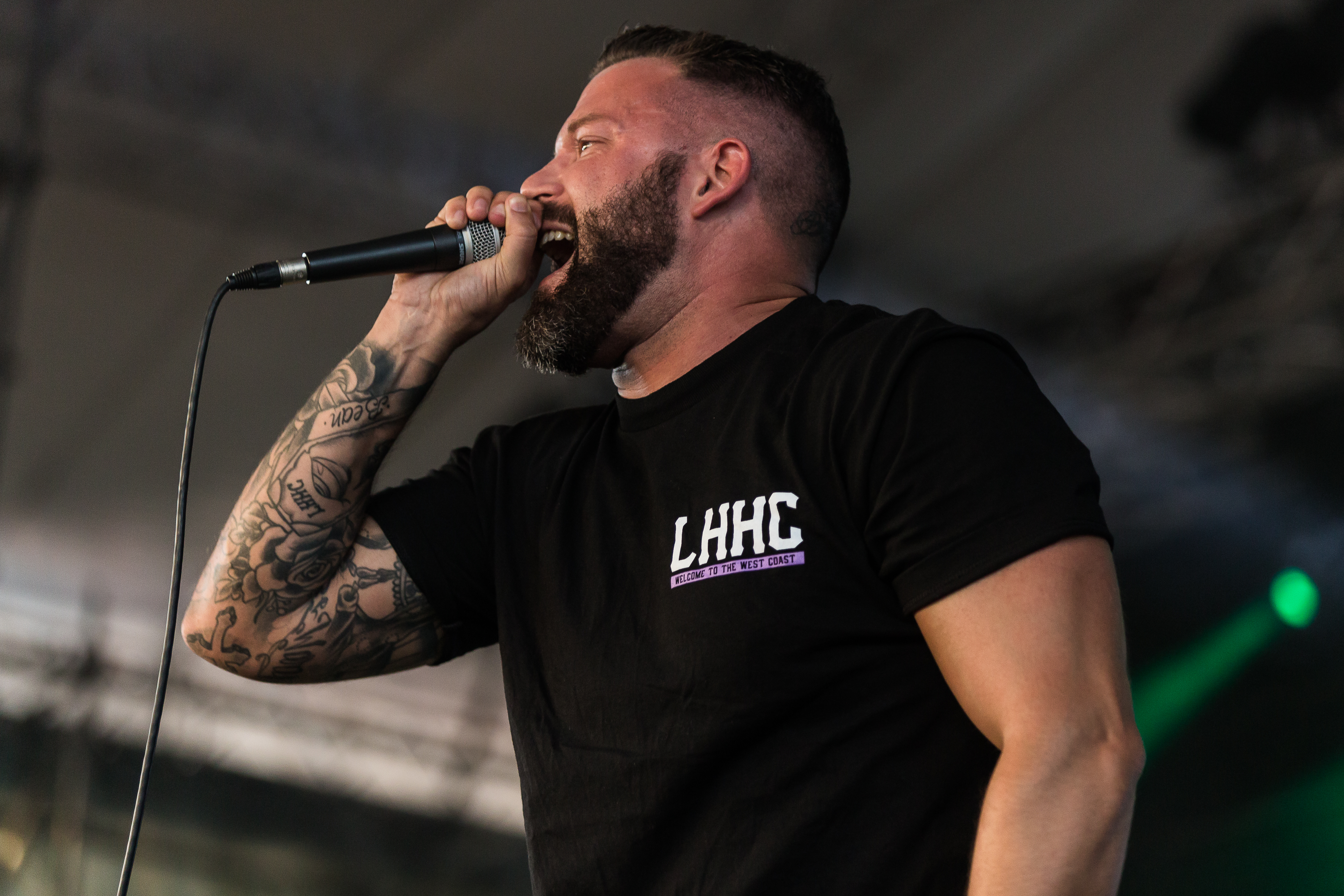
Zpěvák Rob Watson
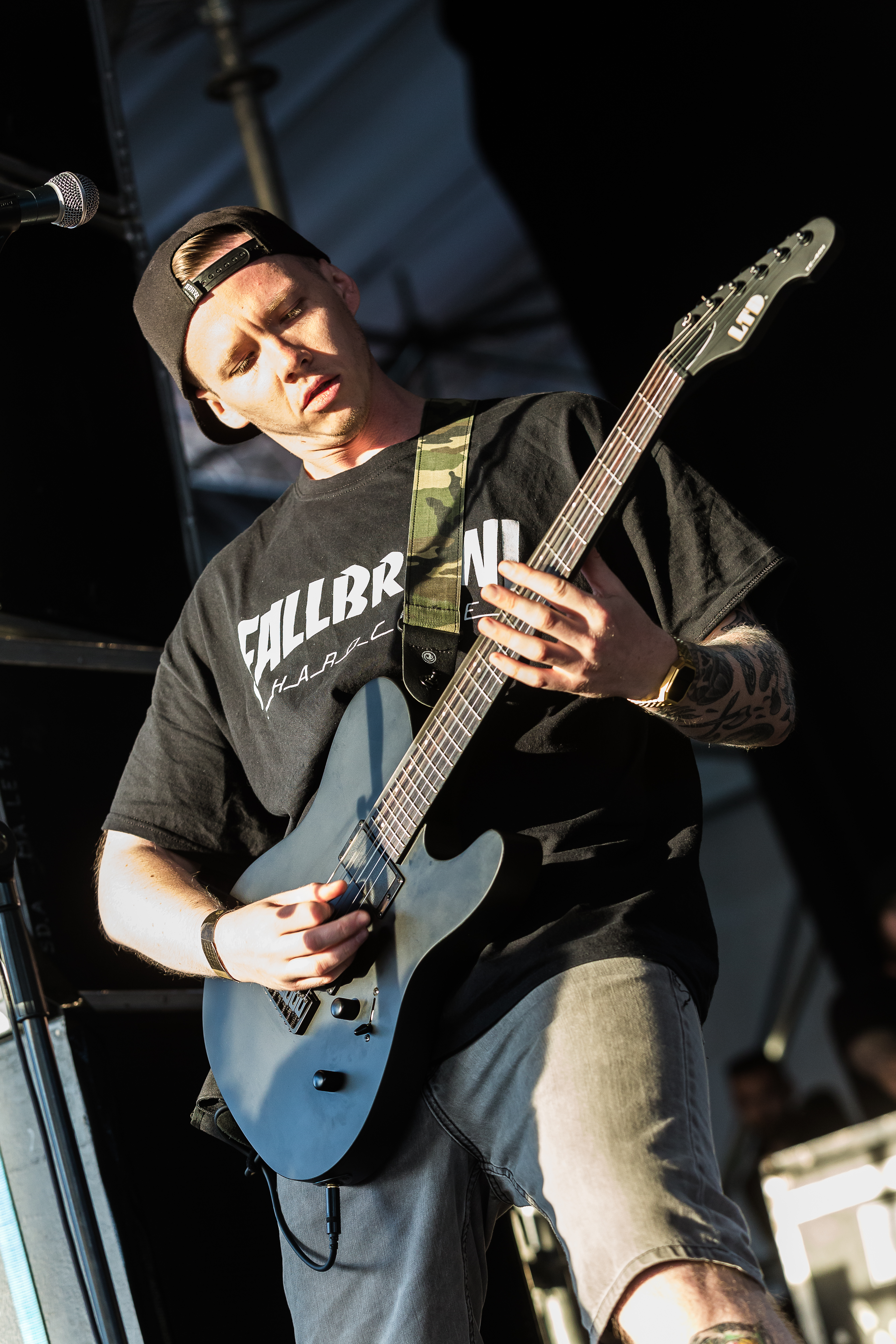
Kytarysta Walle Etzel
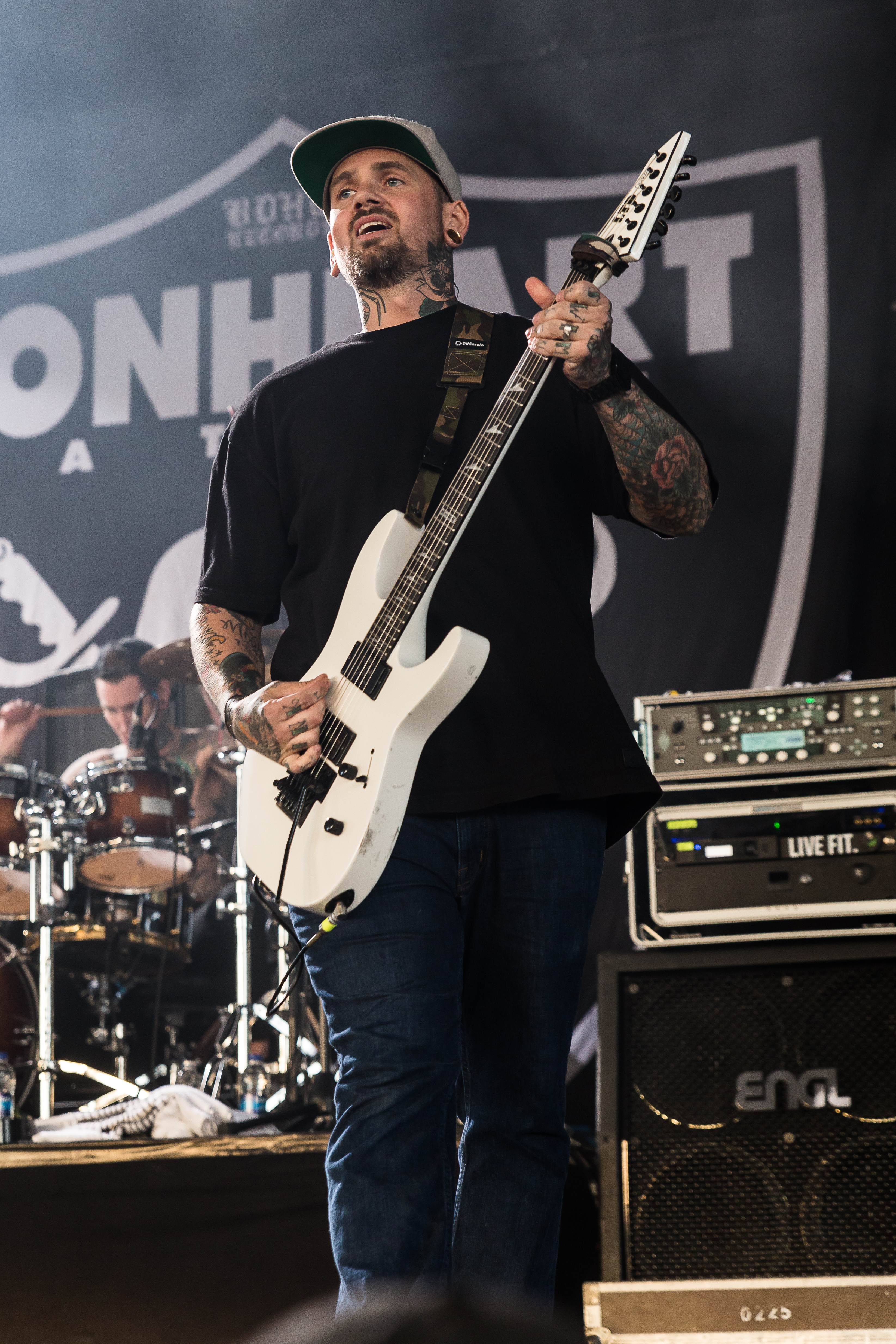
Kytarista Nik Warner
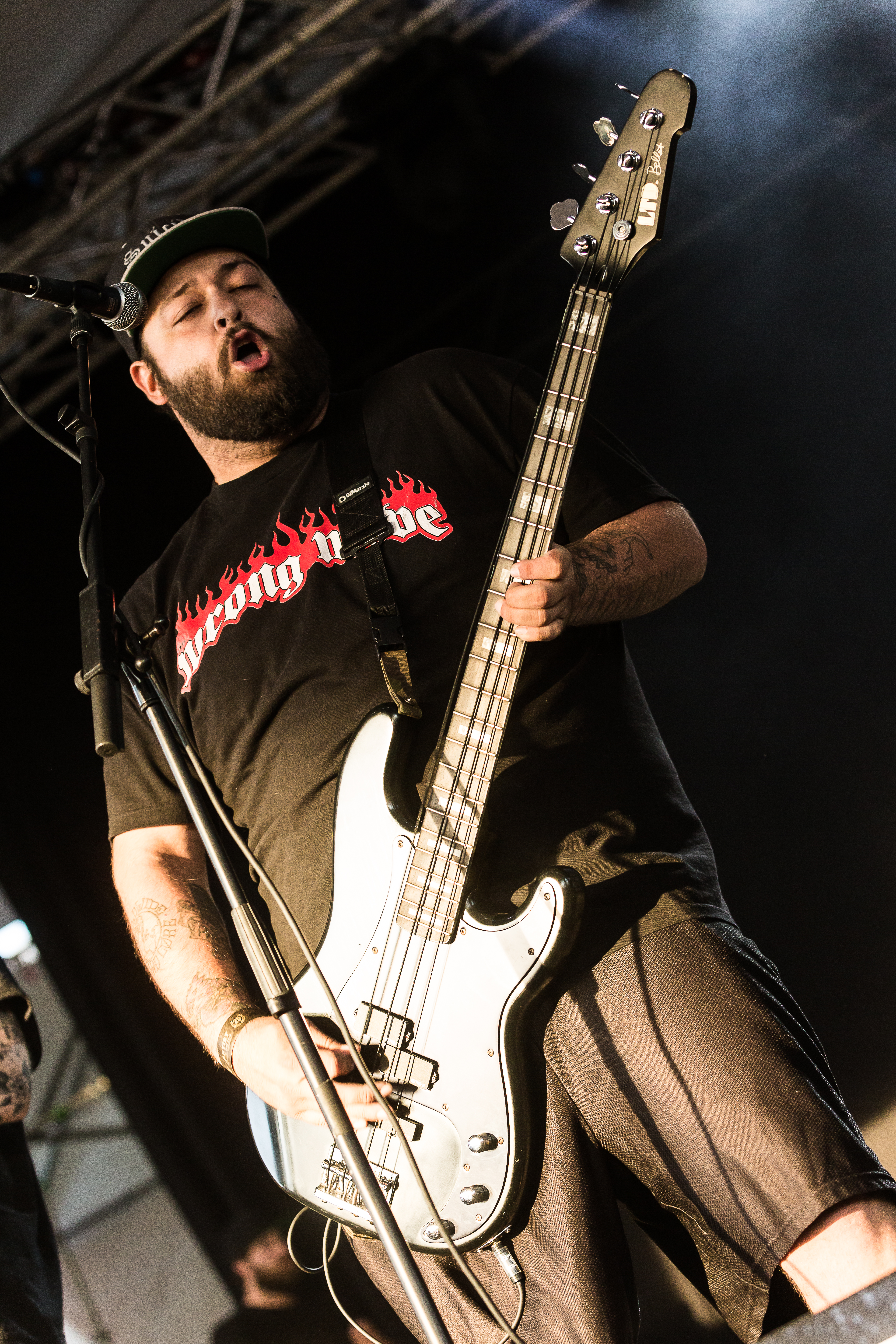
Basista Richard Mathews
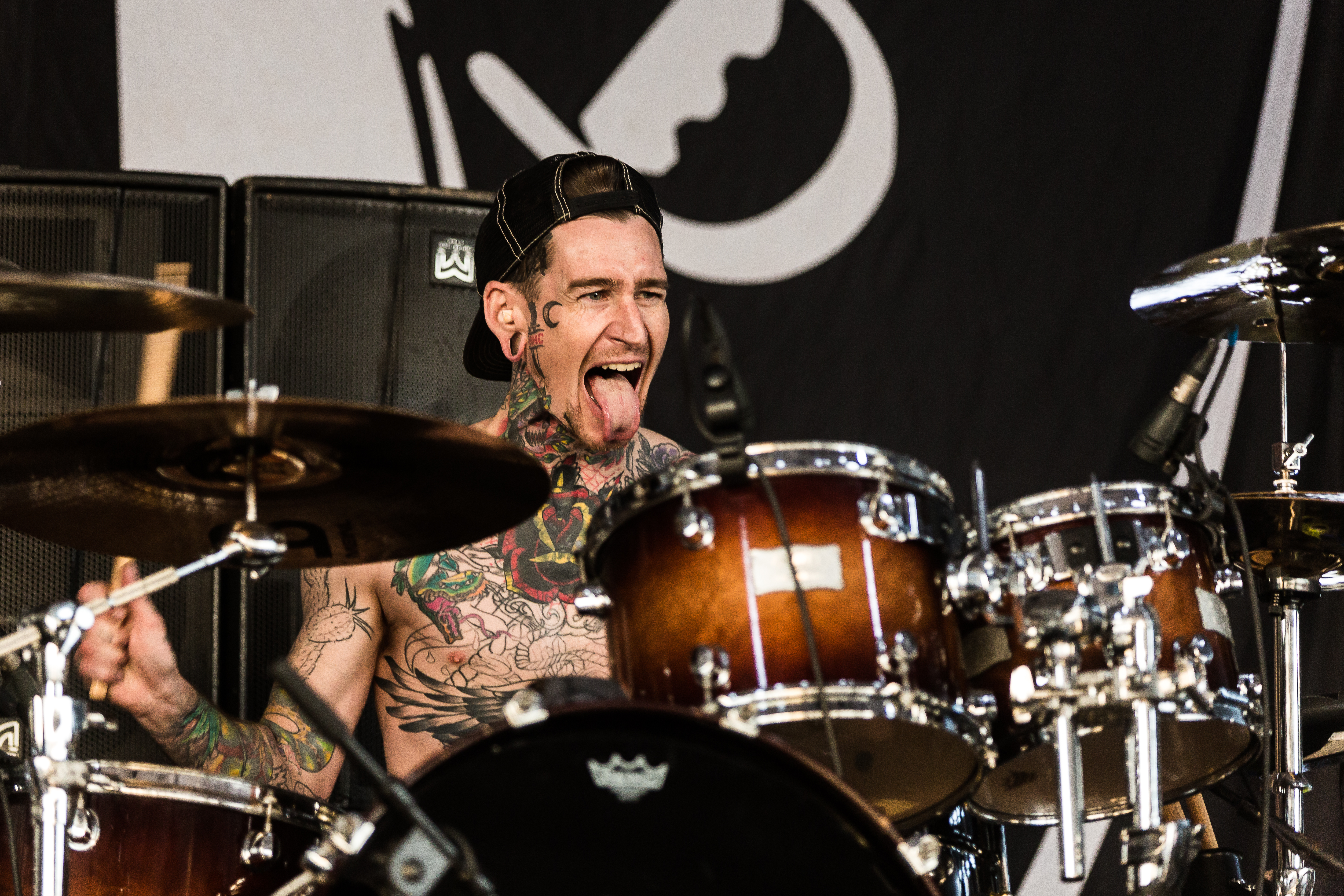
Bubeník Jay Scott

## Diskografie
- 2006: This Means War (EP, I Scream Records)
- 2007: The Will to Survive (Album, Westcoast Worldwide Records, znovu vydáno v roce 2008 prostřednictvím I Scream Records společně s EP This Means War)
- 2011: Built on Struggle (Album, Mediaskare Records)
- 2012: Undisputed (Album, Mediaskare Records)
- 2014: Welcome to the West Coast (EP, Fast Break Entertainment)
- 2016: Love Don't Live Here (Album, LHHC Records, BDHW Records)
- 2017: Welcome to the West Coast II
- 2019: Valley of Death

## Zajímavosti
Píseň „Hail Mary“ (česky Zdrávas Maria) z alba Welcome to the West Coast začíná modlitbou v češtině.